# Eclissi solare del 13 dicembre 1936
L'eclissi solare del 13 dicembre 1936 è un evento astronomico che ha avuto luogo il suddetto giorno attorno alle ore 23.28 UTC.  L'eclissi, di tipo anulare, è stata visibile in alcune parti dell'Australia e della Nuova Zelanda il 14 dicembre, lunedì; nel piccolo atollo Oeno facente parte delle Isole Pitcairn è stata vista il 13 dicembre (domenica).
L'eclissi è durata 7 minuti e 25 secondi.

## Visibilità e percorso
La parte orientale dell'Oceano Indiano tra l'Australia occidentale e l'arcipelago malese delle Isole della Sonda è stata la prima area in cui è comparsa l'eclissi solare anulare all'alba del 14 dicembre. In seguito la pseudo umbra della luna si è diretta verso sud-est attraverso l'Australia, attraverso il Mar di Tasman e attraverso l'isola del Nord costituente la Nuova Zelanda. Spostandosi gradualmente verso est ha raggiunto il punto di massima eclissi a circa 720 chilometri a nord-est delle Isole Chatham dopo aver attraversato la immaginaria Linea internazionale del cambio di data. Proseguendo, la pseudo umbra si è gradualmente spostata a nord-est e dopo avere attraversato una lunga superficie oceanica coprendo l'allora possedimento britannico di Oeno presso le isole Pitcairn, ha terminato il percorso al tramonto del 13 dicembre a circa 1.700 chilometri a nord-est dell'Isola di Pasqua.

## Eclissi correlate

### Eclissi 1935 - 1938
Questa eclissi è un membro di una serie semestrale. Un'eclissi in una serie semestrale di eclissi solari si ripete approssimativamente ogni 177 giorni e 4 ore (un semestre) a nodi alternati dell'orbita della Luna.

### Ciclo di Saros 131
Questa eclissi fa parte del ciclo 131 di Saros, che si ripete ogni 18 anni, 11 giorni e comprende 70 eventi. La serie è iniziata con un'eclissi solare parziale il 1º agosto 1125. Comprende eclissi totali dal 27 marzo 1522 al 30 maggio 1612 ed eclissi ibride dal 10 giugno 1630 al 24 luglio 1702 ed eclissi anulari dal 4 agosto 1720 al 18 giugno 2243. La serie termina al membro 70 come eclissi parziale il 2 settembre 2369. La durata più lunga di un'eclissi totale della serie è stata di soli 58 secondi il 30 maggio 1612. Tutte le eclissi di questa serie si verificano nel nodo ascendente della Luna.